# 東西伯利亞州
東西伯利亞州是俄罗斯苏维埃社会主义联邦共和国的行政区。1936年12月5日撤销东西伯利亚边疆区，设立東西伯利亞州，州府驻伊尔库茨克。1937年9月26日東西伯利亞州撤销，分为伊尔库茨克州与赤塔州。1938年1月15日获得苏联最高苏维埃批准。.